# The Dooleys
 (janvier 2023).
Si vous disposez d'ouvrages ou d'articles de référence ou si vous connaissez des sites web de qualité traitant du thème abordé ici, merci de compléter l'article en donnant les références utiles à sa vérifiabilité et en les liant à la section « Notes et références ».
The Dooleys est un groupe pop britannique actif entre 1967 et 1991, composé de huit membres dont six de la même famille. Il connut le succès en Grande-Bretagne à la fin des années 1970.

## Membres
- Jim Dooley
- John Dooley
- Frank Dooley
- Kathy Dooley
- Anne Dooley
- Helen Dooley
- Alan Bogan
- Bob Walsh

## Discographie
Albums
- 1978 : Dooleys
- 1979 : The Best of The Dooleys
- 1979 : The Chosen Few
- 1980 : Full House
- 1981 : Secrets
- 1983 : In Car Stereo